# Amastus hampsoni
Amastus hampsoni är en fjärilsart som beskrevs av Rothschild 1909. Amastus hampsoni ingår i släktet Amastus och familjen björnspinnare. Inga underarter finns listade i Catalogue of Life.